# Pseudoperomyia gemina
Pseudoperomyia gemina är en tvåvingeart som beskrevs av Jaschhof och Heikki Hippa 1999. Pseudoperomyia gemina ingår i släktet Pseudoperomyia och familjen gallmyggor. Inga underarter finns listade i Catalogue of Life.